# 卧龙：苍天陨落
《卧龙：苍天陨落》是光荣特库摩推出的以中国历史中的东汉末年为背景的奇幻类動作角色扮演遊戲，由光荣特库摩旗下的Team Ninja开发。本作首度發佈於2022年6月13日的「Xbox & Bethesda Games Showcase」直播發佈會，後於2023年3月3日發售。
本作目前计划于2023年初在Microsoft Windows、Xbox ONE、PS4、PS5及Xbox Series X/S登陸。本作亦透過當日的直播發佈會，宣佈將會在2023年發售首日登陸Xbox Game Pass支援遊玩。

## 剧情简介
时值公元184年，东汉末年。
盛极一时的汉王朝如今日落西山，战乱与妖魔祸乱于世。
张角所领导的太平道引发了震惊天下的“黄巾之乱”。
身为义勇兵的主人公在征讨黄巾军的途中偶然邂逅了一位少年，
并从此被卷入了阴谋重重的乱世之中。

## 遊戲章节
- 第壹節  光和七年 邂逅之章
- 第貳節  光和七年 太平之章
- 第參節 光熹元年 阉祸之章
- 第肆節 初平元年 逆臣之章
- 第伍節 兴平元年 飞将之章
- 第陸節 建安五年 邪念之章
- 第柒節 建安五年 龙吟之章
- 其他

## 登場角色
| 角色     | 神獸 | 配音演員(中)                                                                        | 配音演員(日)                                                                                              | 人物简介 |
| -------- | ---- | ----------------------------------------------------------------------------------- | --- | --- |
| 義勇兵   | -    | 楊默、李嘉祥、唐子晰、天資、傅晨陽（男）/閆夜橋、姜英俊、唐雨荷、黑特、張小豆（女） | 青山穰、玉木雅士、岩崎了、佐久間元輝、三宅貴大（男）/行成とあ、水野ゆふ、土井真理、廣田悠美、岡田惠（女） | 玩家將化身一位義勇兵，縱橫漢末亂世，締造傳奇。 |
| 天柱派   |      |                                                                                     | | |
| 左慈     | 白澤 | 李銚                                                                                | 佐佐木睦                                                                                                  | 字元放，廬江郡出身之道士。 是天柱山眾道士的師父。精通關於丹藥和氣的傳承，學識淵博。原本負責監管世間氣之紊亂，但他發現近年來，世間的氣有大亂，認定背後有丹藥作怪。因擔憂丹藥氾濫，為禍蒼生，便命令弟子紅晶前去查探。 性格爽朗，和藹可親，是位深受眾人敬愛的老者。會施展變化之術，變成仙鶴飛往遠方，或是躲避敵人的攻擊。 |
| 紅晶     | 獬豸 | 李詩萌                                                                              | 東山奈央                                                                                                  | 出身、字皆不詳。 隱居於天柱山之方仙道道士集團天柱派的門人。通過艱苦的修行，能夠感應妖魔和丹藥所造成的氣之紊亂。平日里，她遵從師命，在潛心修行的同時遊歷各地，增長見聞，因此對時事和諸侯的動向瞭如指掌。 紅晶性格開朗，沉著冷靜。她擅長使用奇術治療傷患，卻拙於舞刀弄槍，故對武藝高強的將士心懷敬仰。 |
| 呂布     | 獬豸 | 張鐸                                                                                | 藤真秀 | 字奉先，五原郡九原縣出身之武將。 原本仕於并州刺史丁原麾下，董卓見他武藝高強，勸他歸順，呂布便手提丁原首級投靠董卓。此後，呂布成為董卓的得力護衛。他擁有遠超常人的膂力，並長於騎射，因此被比作西漢名將李廣，人稱“飛將”。呂布的赤兔馬為董卓所賜，據說能日行千里，再加上呂布本人的高超武藝，成就了“人中呂布， 馬中赤兔” 的威名。 真實身分為紅晶的哥哥，在機緣下得知黑衣道士企圖利用丹藥顛覆天下。若師父左慈得知此事，勢必將率領包括妹妹紅晶在內的天柱派門人，與操縱妖魔的黑衣道士展開全面戰爭。為了保護紅晶和天柱派，他決定憑一己之力暗殺黑衣道士。於是遮住面容，化名為呂布，潛入了邪氣瀰漫的朝廷。當查明丹藥落入董卓之手，便憑藉自身武勇取得了董卓的信賴。也一步步接近神出鬼沒的黑衣道士。 |
| 蜀汉     |      |                                                                                     | | |
| 劉備     | 青龍 | 王凱                                                                                | 中谷一博                                                                                                  | 字玄德，涿郡涿縣出身之武將、政治家。 自稱是西漢景帝之子中山靖王劉勝之後人。自幼喪父，與母親一同賣草履草蓆為生。少時看到家門前的巨大桑樹，彷如天子所坐的華麗車蓋，堅定了將來要當皇帝的志向。十五歲奉母親之言，向同郡的學者盧植求學，結交了各路豪傑。之後以黃巾之亂為契機，和關羽、張飛一同加入涿郡義軍，並且許下生死與共的“桃園之誓”。劉備為人重情重義，珍惜與每個人之間的情義。 |
| 關羽     | 青龍 | 楊默                                                                                | 白熊寬嗣                                                                                                  | 字雲長，乃出身於河東郡解縣的武將。 少時因犯罪逃離故鄉，亡命涿郡避禍。在黃巾軍肆虐時，與張飛一起和劉備締結金蘭之契成為義兄弟，為拯救百姓而參加義軍。 關羽憑藉其超乎常人的勇猛善戰，與張飛並稱能以一抵萬的武人“萬人敵”，受人敬畏。此外，因其鬍鬚長美而獲稱“美髯公”。他忠義的人格，更受到敵我雙方的讚賞。 |
| 張飛     | 青龍 | 張恩澤                                                                              | かぬか光明                                                                                                | 字益德，涿郡出身之武將。 張飛早年便追隨劉備左右。黃巾軍作亂時，為了拯救百姓，與關羽一起和劉備結為義兄弟，參加同郡義軍。成為劉備軍將領後運用他的武藝和計謀，為劉備軍的勝利作出貢獻。 他武勇過人，與關羽並稱為“萬人敵”。雖然舉止有些粗暴，但為人開朗親切。然而嗜酒如命的他，卻也常常酒後誤事。 |
| 趙雲     | 麒麟 | 趙嶺                                                                                | 日野聰 | 字子龍，乃出身於常山郡真定縣的武將。 身材威武、儀表堂堂的他以萬夫莫敵的勇將“常山趙雲”之名廣為人知。在故鄉常山郡的推舉下，率領官民組成的義兵前往戰場。 人品踏實穩重，視權力金錢如糞土，懷抱獨特的信念尋求仁德明君，為了受亂世所苦的蒼生揮舞長槍。本人不但武藝精湛，也擅長用兵，堪稱名將典範。此外馬術高超，總是騎乘白馬，更曾率領幽州的精銳騎兵“白馬義從”。 |
| 蒙眼少年 | 應龍 | 張杰                                                                                | 高梨謙吾                                                                                                  | 身世成謎的少年。 獨自生活在徐州瑯琊國的一個小山村中。他逃離遭戰火波及的故鄉，來到這個偏遠的山村。雖無親無故，但與村民相處融洽。他心繫動蕩的亂世，過著晴耕雨讀的日子。有著與其年齡不相符的沉穩和睿智，處事不驚。儘管不喜動粗，但也會為了自衛而拿起武器。 |
| 孫吳     |      |                                                                                     | | |
| 孫堅     | 白虎 | 余奇明                                                                              | 天田益男                                                                                                  | 字文臺，出身吳郡富春縣的東漢末年武將。 少時因殲滅於故鄉遇上的海盜而出名，受官府招聘而當上校尉。之後轉戰各地，累積戰鬥經驗並成為一名軍閥。因本人勇猛與率領軍力之強盛而得名“江東之虎”。他自稱其家族世代在吳郡做官，還傳出他是兵書《孫子》作者孫武后裔的說法，但實際上並不清楚他的家世。不過他強悍的秘訣就在自古以來延續至今的孫家血脈中。他不靠丹藥就能操控強大的氣，實力與妖魔不分軒輊。 |
| 孫策     | 白虎 | 江先                                                                                | バトリ勝悟                                                                                                | 字伯符，吳郡富春縣出身之武將。 孫堅長子。本想隨父一同討伐黃巾，卻被父親以其未成氣候為由拒絕，只得在家陪伴母親和弟弟。此後應廬江名門出身的周瑜之邀，移居廬江郡。他和周瑜彼此切磋文學和武藝，等待父親的召集。與孫堅一樣，因其孫家血統，不依靠丹藥也可以操控強大的氣與妖魔對抗。 他平日里談吐幽默，性格豁達，但也有血氣方剛容易激動的一面，還有過度自信的傾向。另有納知名美女“江東二喬”中的長姐大喬為妻。 |
| 孫權     | 白虎 | 徐晨翔                                                                              | 濱田洋平                                                                                                  | 字仲謀，乃出身於吳郡富春縣的武將與政治家。 孫堅次子。在父親參與討伐黃巾軍時，與母親及兄弟們在九江郡生活。之後應廬江名家周瑜邀請移居廬江郡，每日勤勉向學，等待著父親的召集。他和父兄一樣繼承了孫家的血統，可以操控強大的氣，個性沉著冷靜。雖然與勇猛果敢的父兄相比為人較斯文，但是精通騎射、擊劍、書法、辯論，可謂文武雙全。 |
| 程普     | -    | 邢子皓                                                                              | 伊原正明                                                                                                  | 字德謀，右北平郡土垠縣出身之武將。 原先在州郡任官差，後拜入孫堅麾下。他參加了黃巾及董卓討伐戰，立下赫赫戰功。此後他成為孫家副將，與黃蓋、韓當等人一同輔佐主君，奠定了孫吳的基石。因其資歷最深，有時對其他將領過於嚴厲，此般威嚴使眾人尊稱他為“程公”。他起初與年輕有為的周瑜不和，後來被周瑜始終謙卑的態度所感化，從此敬服其人。 |
| 黃蓋     | -    | 余奇明                                                                              | 堀總士郎                                                                                                  | 字公覆，零陵郡泉陵縣出身之武將。 原先在荊州零陵郡任官差，孫堅舉兵之際拜入其麾下。他參加了黃巾及董卓討伐戰，立下赫赫戰功。此後他作為孫家重鎮，與程普、韓當等人一同輔佐主君，奠定了孫吳的基石。 由於他執法嚴厲，且善於製定體恤弱者的法令，常常受任平定難治之地。他為人公正嚴明，不僅受到部下的愛戴，就連山越等異族人也對他敬愛有加。 |
| 韓當     | -    | 巴赫                                                                                | 中野泰佑                                                                                                  | 字義公，幽州遼西郡令支縣出身之武將。 善於騎射，膂力過人，孫堅看中他的實力，收其為部下。在戰場上，他總是衝鋒陷陣，冒著危險殺敵誅賊。孫堅表彰他的功績，任其為別部司馬。此後他作為孫家重臣，與程普、黃蓋等人一同輔佐主君，奠定了孫吳的基石。儘管缺乏高光時刻，但由於他嚴守軍紀軍令，作戰務實穩妥，令他深受歷代主君信任。 |
| 大喬     | -    | 朱理                                                                                | 依田菜津                                                                                                  | 廬江郡出身之女子。 乃喬公之女、小喬之姐、孫策之妻。是絕世美人姐妹“江東二喬”之一。 優雅的舉止帶著一抹童真，談吐柔美親和。後世稱她的美貌不遜色於中國四大美女(西施、王昭君、貂蟬、楊貴妃)。在《三國演義》中，更被譽為“沉魚落雁之容，閉月羞花之貌”。 |
| 周瑜     | -    | 郭浩然                                                                              | 川原庆久                                                                                                  | 字公瑾，庐江郡舒县出身的武將。 名門周家出身，從祖和從父皆官至太尉，位列三公。董卓濫權之際，他結識孫策並與之交好，他邀請孫策來到廬江，待他如家人一般。後來，二人分別與被稱為江東二喬的姐妹成婚，成為連襟。他是一位智勇兼備的名將，又因風采過人，享有「周郎」之譽。此外他還精熟音律，即便醉酒也能指出曲中謬誤。 |
| 曹魏     |      |                                                                                     | | |
| 曹操     | 朱雀 | 湯水雨                                                                              | 井上和彥                                                                                                  | 字孟德，是出身於沛國譙縣的武將、政治家與文學家。 其父曹嵩為中常侍曹騰養子，因此曹操從小在京師的高官子弟之間成長。年少時與袁紹等人過著任俠放蕩的生活，為世人所非議，但著名人物鑑定家評論曹操為“治世之能臣，亂世之奸雄”。 曹操不囿於成見，即使是破天荒或刺耳的意見，只要正確就會採納，是身懷英雄之器的人。但同時他也懷著強烈的猜疑心，其言行有時會讓眾人感到傲慢殘酷。 |
| 夏侯惇   | 朱雀 | 張如麟                                                                              | 志村知幸                                                                                                  | 字元讓，沛國譙縣出身之武將。 其乃西漢建國功臣夏侯嬰的後代，夏侯淵為其族弟。在曹操舉兵時即加入其麾下，擔任副將隨侍在側。他深受曹操信賴，被准予“不臣之禮”(即不將其視作部下的特殊待遇)。 他不僅是一位沉著冷靜的傑出將領，同時也以剛烈忠勇聞名。此外，他為人正直清廉，將多餘的財產盡數分給了士兵。 |
| 夏侯淵   | 朱雀 | 胡霖                                                                                | 高口公介                                                                                                  | 字妙才，沛國譙縣出身之武將。 夏侯惇為其族兄。年少時頂替犯下罪責的曹操入獄，後被曹操救出。曹操舉兵之初即加入其麾下，擔任騎都尉。善於長距離奔襲，軍中稱其“三日可行五百里，六日可赴千里”，且長於出敵之不意的奇襲戰法。此外弓術相當精湛，可同時射出三支箭矢。雖然是一名勇猛的武將，卻略顯躁進，故常被曹操勸戒。 |
| 荀彧     | -    | 北炎                                                                                | 多田啓太                                                                                                  | 字文若，潁川郡潁陰縣出身之武將、謀士、政治家。 年輕時，被譽為輔佐君王的“王佐之才”。董卓掌權之際受任守宮令，但因不滿董卓亂政而棄官歸鄉。他預見到董卓軍的進攻，便逃往冀州。途中承蒙袁紹禮遇，但認為袁紹無法成大事，轉而投靠曹操。在曹操求才若渴之際，他向其引薦郭嘉、荀攸等人才，並為外交和內政獻出良策，為強軍做出了巨大貢獻。 |
| 郭嘉     | -    | 森中人                                                                              | 吉田丈一郎                                                                                                | 字奉孝，潁川郡陽翟縣出身之武將、謀士。 早年投靠袁紹，之後對其才華和器量感到失望，離他而去。在同為潁川出身的荀彧引薦下，來到正在徵召參謀的曹操麾下。曹操曾以“使孤成大業者，必此人也。”來評價郭嘉，郭嘉亦喜曰：“真吾主也。”他所獻上的奇策，無一不是切實可行。儘管同僚曾責備他品行不端，但惜才如曹操，始終對他器重有加。 |
| 張遼     | 辟邪 | 劉錚                                                                                | 阪口周平                                                                                                  | 字文遠，雁門郡馬邑縣出身之武將。 本為西漢富商聶壹之後。聶壹假借經商之名，意圖誘殺匈奴單于，最終計劃敗露，家族為避怨而改為“張”姓。張遼少年時便成為郡吏，丁原見他武勇過人，召其為從事。丁原死後，隨呂布一同仕於董卓麾下。他重情重義，恪盡職守，勇猛剛毅，懷有一顆熾熱之心。 |
| 甄宓     | 騰蛇 | 朔小兔                                                                              | 園崎未惠                                                                                                  | 乃出身於中山國毋極縣的女子。 生於富裕的高官之家，少時習得解讀天文的能力。她才色兼備，世人稱其“膚白如玉， 貌美如花”。心繫天下的她，通過觀察天文預測天下局勢，卻無力去改變現狀。其心願是追隨星懸高天之士，引領世間邁向和平。甄宓有飼養一條白蛇，平日總是將其藏於胸口。 |
| 袁紹陣營 |      |                                                                                     | | |
| 袁紹     | 玄武 | 李錚                                                                                | 小松史法                                                                                                  | 字本初，汝南郡汝陽縣出身之武將、政治家。 袁紹出身於東漢四世三公名門之家。年幼時離開他的親生父親，過繼給伯父，二十歲出任濮陽縣令。他為人寬厚，頗有人望，包括曹操在內的諸多名士對他敬重有加。黃巾之亂時，他和大將軍何進共謀誅殺皇帝身邊的宦官。之後為了爭奪名門袁氏族長之位，而與實力雄厚的弟弟袁術對立。 |
| 顏良     | -    | -                                                                                   | - | 東漢末年武將。 少時拜入袁紹麾下，與文醜情同兄弟，共同精進，成為代表袁紹軍的猛將。儘管三軍皆稱他武勇傑出，卻也有同僚批評他偏躁性窄、思慮不周。原本是凡人之軀，為成就袁紹霸者地位，自願服下丹藥。變成妖魔之後依然為袁紹的霸業效力，殺敵無數。其手中之刀可使出變化多端的攻擊，常人難以識破。 |
| 文醜     | -    | -                                                                                   | - | 東漢末年武將。 少時拜入袁紹麾下，與顏良情同兄弟，共同精進，成為代表袁紹軍的猛將。他身高八尺，相貌魁梧，在界橋一戰中幾乎將敵軍大將公孫瓚逼入絕境。原本是凡人之軀，為成就袁紹霸者地位，自願服下丹藥。變成妖魔之後依然為袁紹的霸業效力，殺敵無數。其手中大槌可粉碎一切敵人。 |
| 黄巾軍   |      |                                                                                     | | |
| 張角     | -    | 李昊甲                                                                              | 村治学 | 鉅鹿郡人，黃巾軍首領之一，太平道教祖。 東漢末年，腐敗官僚的政治鬥爭導致朝廷無為，地震洪水等天災不斷，異族也相繼造反。 再加之豪族占據著大片領土，農民失去了土地，飢荒四起。就在此時，張角自山中的黑衣道士處獲得丹藥，從此以「大賢良師」自居，通過宣揚懺悔罪過、為百姓治病以吸引信徒。當他擁有數十萬以流民組成的信徒後，便自稱「天公將軍」，號召各州信徒一同起事，對朝廷的統治造成巨大衝擊。 |
| 張寶     | -    | 北炎                                                                                | 山本兼平                                                                                                  | 鉅鹿郡人，黃巾軍首領之一。 東漢末年，腐敗官僚的政治鬥爭導致朝廷無為，地震洪水等天災不斷，異族也相繼造反。 再加之豪族占據著大片領土，農民失去了土地，飢荒四起。就在此時，張寶與其兄張角、其弟張梁一同，自山中的黑衣道士處獲得丹藥。三人獲得力量後，為推翻腐敗的漢室，開創黃天之世而掀起叛亂。張寶自稱“地公將軍”，會使用不祥的邪術，令官軍叫苦連天。 |
| 張梁     | -    | 林帽帽                                                                              | 間宮康弘                                                                                                  | 鉅鹿郡人，黃巾軍首領之一。 東漢末年，腐敗官僚的政治鬥爭導致朝廷無為，地震洪水等天災不斷，異族也相繼造反。 再加之豪族占據著大片領土，農民失去了土地，飢荒四起。就在此時，張梁與其兄張角、張寶一同，自山中的黑衣道士處獲得丹藥。三人獲得力量後，為推翻腐敗的漢室，開創黃天之世而起事。張梁自稱“人公將軍”，曾於張角不在時，率信徒抵抗官軍。 |
| 十常侍   |      |                                                                                     | | |
| 張讓     | -    | 林帽帽                                                                              | 魚健 | 潁川郡人，侍奉皇帝的中常侍之一。 年輕時便入宮，因博得皇帝信賴而掌權，與其他受信任的宦官一同被稱為「十常侍」，在朝中作威作福。大將軍何進對他們心懷不滿，欲將其鏟除，卻因計劃在早期敗露而遭到殺害。他視財如命，貪得無厭。曾屢次受賄，兜售官職及丹藥，使朝廷內部逐漸腐敗。 |
| 董卓陣營 |      |                                                                                     | | |
| 董卓     | -    | 張遙函                                                                              | 辻親八 | 字仲穎，隴西郡臨洮縣出身之武將、政治家。 董卓武藝高超，擁有超乎常人的膂力，可在騎馬時左右開弓。年輕時和羌族等異族交好，因討伐胡族而成名。黃巾軍肆虐中原之際，他正在平定涼州韓遂等人對漢室掀起的叛亂。 此後他無視朝廷的召回命令，於邊境地區招兵買馬。董卓生性殘忍，暴虐無道，後世將其評為空前絕後的暴君。 |
| 華雄     | -    | 巴赫                                                                                | 江頭宏哉                                                                                                  | 東漢末年武將。 董卓麾下，曾與前來討伐董卓的孫堅於陽人對峙。在《三國演義》中，他被描寫為身長九尺的猛漢。反董卓軍發起攻擊之際，他力擋聯軍，因斬殺鮑信軍鮑忠晉升都督。此後又接連斬下孫堅軍祖茂、袁術軍俞涉、韓馥軍潘鳳等多名武將。眼看著華雄力壓群雄，袁紹直嘆道:“可惜吾上將顏良、文醜未至!得一人在此，何懼華雄?”。 |
| 妖魔     |      |                                                                                     | | |
| 黑衣道士 | -    | 郭政建                                                                              | 多田野曜平                                                                                                | 來路不明的道士，對丹藥無比痴迷。 雖已年近百歲，憑藉丹藥的效力賡續命脈。擅使邪氣之術，與其他使用善道奇術的道士全然不同。 為達成創造神仙鄉的目的，會毫不留情地消滅妨礙他的人。另外還會利用人與人之間的情義，化身成他人的模樣。對於人的死亡和妖魔化毫不在意，為達目的不擇手段。 |

## 开发
2020年10月26日，光榮特庫摩遊戲舉辦的「澀澤光 40 週年紀念節目 秋之陣」直播活動中透露，品牌總製作人澀澤光正與Team Ninja合力製作一款三國題材的動作遊戲。改编自罗贯中14世纪的历史小说《三国演义》。这款游戏于2022年6月12日在「Xbox & Bethesda游戏展示区」活动中正式发布，将在微软Windows、Xbox One和Xbox Series X/S上发布，PS4和PS5版本将在不久后发布。
《卧龙：苍天陨落》由光榮特庫摩旗下的Team Ninja负责开发，由Team Ninja负责人安田文彦（《仁王》导演、《仁王2》导演及制作人）和前索尼互动娱乐日本工作室制作人山际真晃（《血源诅咒》制作人）担任本作的制作人；山际真晃在2021年2月退出索尼日本工作室后，于10月加入Team Ninja。 和《仁王》一样，《卧龙：苍天陨落》发生在基于東漢末年为背景的历史事件中，但加入了来自中国神话等超自然现象的元素，其中还包含大量取材自《山海经》的中国传统妖怪与神兽。
官方於2022年9月16日晚上19點起至26日，在PlayStation 5和Xbox Series X/S平台發布期間限定免費體驗版。
官方於2022年12月16日在Steam开启预购，根据介绍信息，游戏包含的三个剧情DLC分别为“（《逐鹿中原》）”“（《称霸江东》）”和“（《风起荆襄》）”。
官方於2023年1月18日公布故事宣传片及部分角色设定图和新截图，《三國演義》中的英雄人物悉數登場。

## 評價
《卧龙：苍天陨落》在发售后在媒体方面获得了总体好评；但Windows平台版本的优化和键盘鼠标操作问题使得游戏的Steam版本在发售后遭到了玩家方面的许多差评。

## 外部連結
- 官方网站：简体中文、繁体中文